# Kazuoki Kodama
Kazuoki Kodama (japanisch 児玉 和興 Kodama Kazuoki; * 8. Juni 1965 in Yamanouchi) ist ein ehemaliger japanischer Nordischer Kombinierer.
Kodama nahm an den Olympischen Winterspielen 1988 im kanadischen Calgary teil. Dort wurde er gemeinsam mit Masashi Abe und Hideki Miyazaki Neunter im Teamwettbewerb und erreichte im Einzel den 36. Platz. Seine erste Platzierung in den Punkterängen bei einem Wettbewerb im Rahmen des Weltcups der Nordischen Kombination erzielte er am 14. Januar 1989 in Reit im Winkl. Bei einem Gundersen-Wettkampf von der Normalschanze kam er nach der sich daran anschließenden Langlaufdistanz über 15 Kilometer auf dem 14. Rang ins Ziel. Knapp zwei Jahre später konnte er mit dem neunten Platz in Bad Goisern sein bestes Resultat in dieser Wettbewerbsserie erzielen. Am Saisonende stand nach einem weiteren Punktgewinn in St. Moritz der 23. Platz im Gesamtweltcup zu Buche. In jenem Jahr erzielte er bei den Nordischen Skiweltmeisterschaften 1991 im italienischen Val di Fiemme auch den größten Erfolg seiner Karriere: Zusammen mit Reiichi Mikata und Abe gewann er im Teamwettkampf die Bronzemedaille.
| Saison  | Platz | Punkte |
| ------- | ----- | ------ |
| 1988/89 | 42.   | 2      |
| 1990/91 | 23.   | 8      |